# 长治北站
长治北站位于中华人民共和国山西省长治市潞州区，建于1960年，是太焦铁路、邯长铁路上的一个铁路车站，现办理客货运业务，是中国铁路郑州局集团的直属一等站，距离邯郸站220公里。车站及其上下行区间均已电气化。

## 车站结构
长治北站由客运站房及货场组成。

### 客运站房

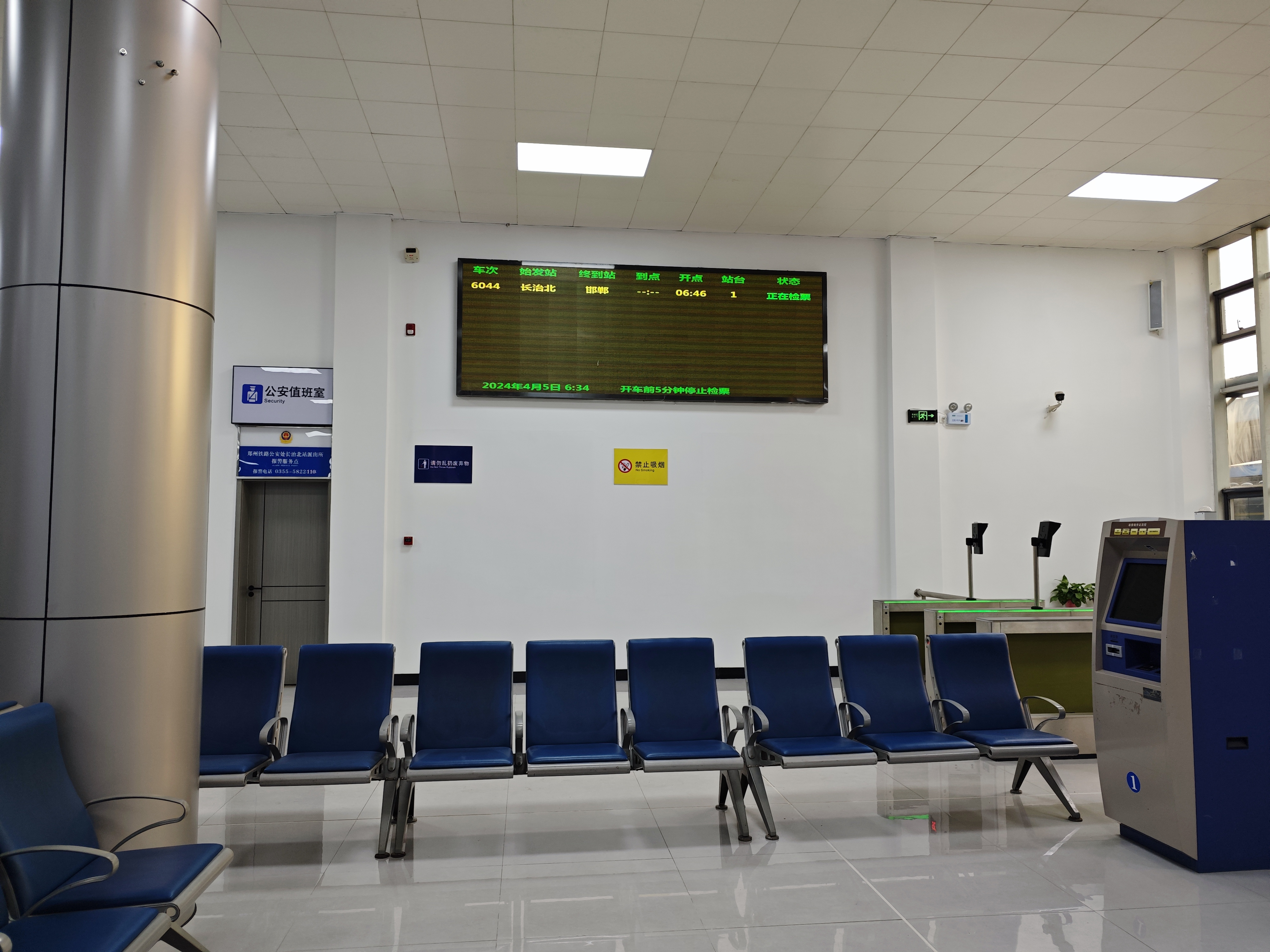
车站候车室

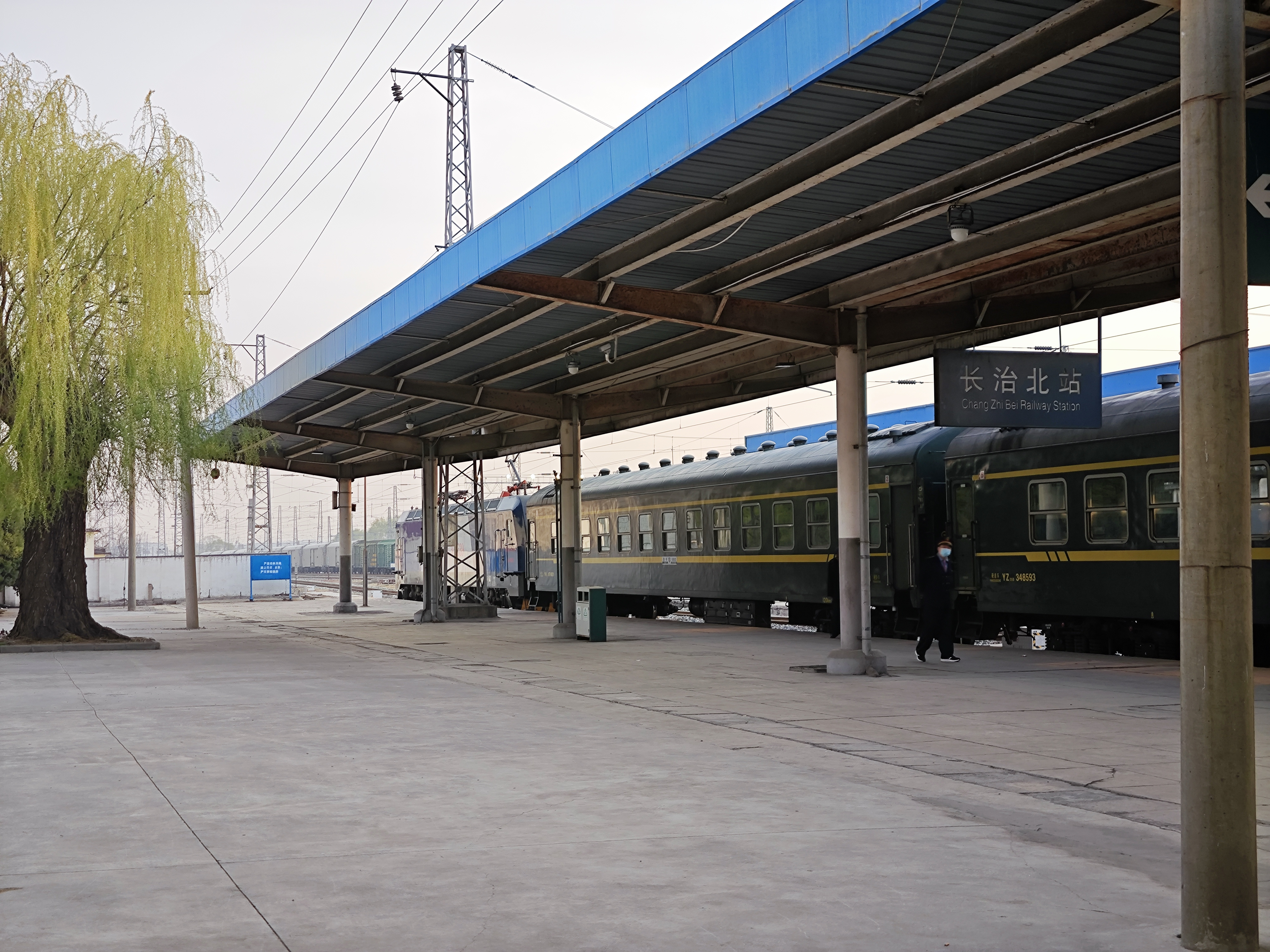
一站台

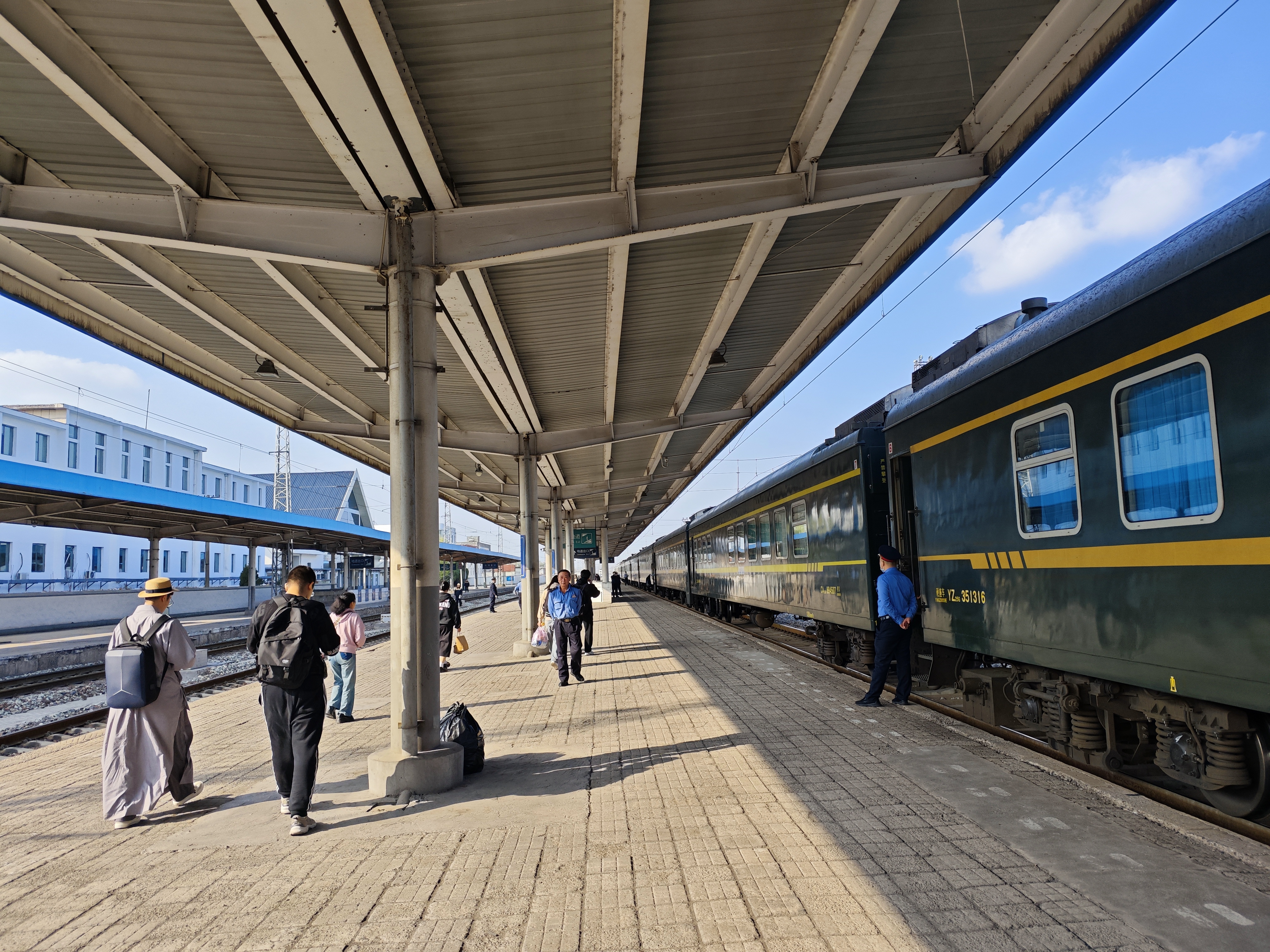
二站台

长治北站共设两个站台，一般情况下列车停靠一站台，少数情况列车停靠二站台，旅客需要经地下通道前往二站台乘车。

### 货场

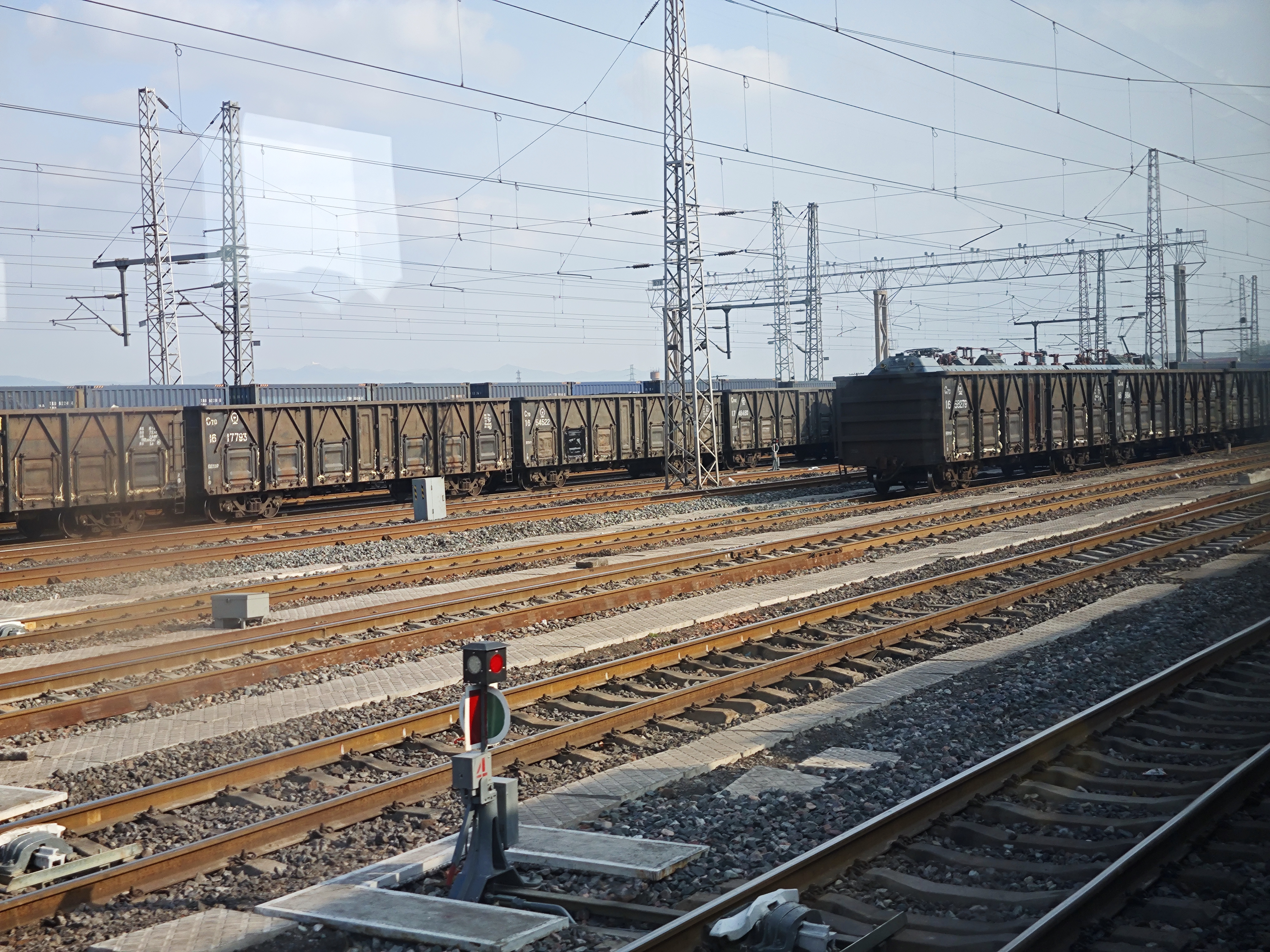
车站货场

长治北站作为郑州局集团管辖的一等站，站内主要进行的是煤炭列车货运作业，每年平均发送煤炭7300多万吨。同时站内还停放有潞安化工集团等周边集团运送货物的牵引机车。

## 旅客列车目的地
自2024年10月起，每天有3班旅客列车在本站停靠。
| 目的地 | 车次 | 列车所属路局 |
| ------ | ---- | ------------ |
| 邯郸   | 6044 | 北京局集团   |
| 太原   | K904 | 太原局集团   |
| 九江   | K903 | 太原局集团   |

## 下辖车站
长治北站下辖太焦线夏店至后寨段，以及郑太客专线襄垣东站、长治东站、长治南站、高平东站、晋城东站。

## 接驳交通
长治北站距离长治市区约10km，有数条公交路线途经车站。

| 编号 | 编号 | 线路     | 线路 | 线路         | 收费    | 运营商     | 备注      |
| ---- | ---- | -------- | ---- | ------------ | ------- | ---------- | --------- |
|      | 8    | 东关枢纽 | ⇆    | 襄垣县王桥镇 | 1–4元   | 公交二公司 | 间隔1小时 |
|      | 10   | 东关枢纽 | ⇆    | 长钢         | 1–3.5元 | 公交二公司 | 经长北    |
|      | 12   | 东关枢纽 | ⇆    | 长北火车站   | 1–2元   | 公交二公司 | 定时班车  |
|      | 14   | 昌盛     | ⇆    | 漳村         | 1–4元   | 营运生产部 |           |
|      | 52   | 高铁东站 | ⇆    | 长北火车站   | 1元     | 公交六公司 | 定时班车  |